# Pauliho matice
Pauliho matice jsou množina 2 × 2 komplexních hermiteovských a unitárních matic. Obvykle jsou označovány řeckým písmenem 'sigma' (σ), popř. se používá 'tau' (τ), pokud jsou uváděny ve spojitosti s izospinem. Matice mají tvar:
{\displaystyle \sigma _{1}=\sigma _{x}={\begin{pmatrix}0&1\\1&0\end{pmatrix}}}
{\displaystyle \sigma _{2}=\sigma _{y}={\begin{pmatrix}0&-i\\i&0\end{pmatrix}}}
{\displaystyle \sigma _{3}=\sigma _{z}={\begin{pmatrix}1&0\\0&-1\end{pmatrix}}}
Nesou jméno Wolfganga Pauliho.

## Algebraické vlastnosti
{\displaystyle \sigma _{1}^{2}=\sigma _{2}^{2}=\sigma _{3}^{2}={\begin{pmatrix}1&0\\0&1\end{pmatrix}}=I}
kde {\displaystyle I} označuje jednotkovou matici.
- Determinanty a stopy Pauliho matic jsou:

{\displaystyle {\begin{matrix}\det(\sigma _{i})&=&-1&\\[1ex]\operatorname {Tr} (\sigma _{i})&=&0&\quad {\hbox{ pro }}\ i=1,2,3\end{matrix}}}
Z předchozího lze odvodit, že vlastní hodnoty každé σi jsou ±1.
- Společně s jednotkovou maticí I, která bývá někdy zapisována jako σ0, tvoří Pauliho matice ortogonální bázi vůči Hilbertově–Schmidtově normě na Hilbertově prostoru reálných 2 × 2 hermitovských matic, {\displaystyle {\mathcal {H}}_{2}(\mathbb {C} )}, případně Hilbertově prostoru komplexních 2 × 2 matic, {\displaystyle {\mathcal {M}}_{2,2}(\mathbb {C} )}.

### Komutační relace
Pauliho matice vyhovují následujícím komutačním a antikomutačním relacím:
{\displaystyle {\begin{matrix}[\sigma _{i},\sigma _{j}]&=&2i\,\varepsilon _{ijk}\,\sigma _{k}\\[1ex]\{\sigma _{i},\sigma _{j}\}&=&2\delta _{ij}\cdot I\end{matrix}}}
kde {\displaystyle \varepsilon _{ijk}} je Levi-Civitův symbol, {\displaystyle \delta _{ij}} je Kroneckerovo delta a I je jednotková matice.
Předchozí dvě relace lze vyjádřit ve tvaru:
{\displaystyle \sigma _{i}\sigma _{j}=\delta _{ij}\cdot I+i\varepsilon _{ijk}\sigma _{k}\,}.
Např.
{\displaystyle {\begin{matrix}\sigma _{1}\sigma _{2}&=&i\sigma _{3},\\\sigma _{2}\sigma _{3}&=&i\sigma _{1},\\\sigma _{2}\sigma _{1}&=&-i\sigma _{3},\\\sigma _{1}\sigma _{1}&=&\sigma _{2}\sigma _{2}&=&\sigma _{3}\sigma _{3}&=&I.\\\end{matrix}}}

### Další relace
Např.
{\displaystyle {\begin{matrix}\sigma _{1}\sigma _{1}^{T}&=&\sigma _{1}^{T}\sigma _{1}&=&I,\\\sigma _{2}\sigma _{2}^{T}&=&\sigma _{2}^{T}\sigma _{2}&=&-I,\\\sigma _{3}\sigma _{3}^{T}&=&\sigma _{3}^{T}\sigma _{3}&=&I,\\\end{matrix}}}
kde index {\displaystyle T} značí transponování matice.

## Fyzika
- V kvantové mechanice představuje každá Pauliho matice pozorovatelnou popisující orientaci spinu částice se spinem ½ v třírozměrném prostoru. Matice {\displaystyle \mathrm {i} \sigma _{j}} představují generátory rotací pro nerelativistické částice se spinem ½. Kvantový stav částice je představován dvoukomponentovým spinorem. Částice se spinem ½ mají tu vlastnost, že musí být otočeny o úhel {\displaystyle 4\pi }, aby se vrátily do svého původního stavu.

- Pro částice se spinem ½ je operátor spinu určen jako {\displaystyle \mathbf {J} ={\frac {\hbar }{2}}{\boldsymbol {\sigma }}}. Pauliho matice mohou být zobecněny k popisu částic s vyššími hodnotami spinu ve třírozměrném prostoru. Spinové matice pro spin {\displaystyle 1} a {\displaystyle {\frac {3}{2}}} mají tvar:

{\displaystyle j=1}:
{\displaystyle J_{x}={\frac {\hbar }{\sqrt {2}}}{\begin{pmatrix}0&1&0\\1&0&1\\0&1&0\end{pmatrix}}}
{\displaystyle J_{y}={\frac {\hbar }{\sqrt {2}}}{\begin{pmatrix}0&-i&0\\i&0&-i\\0&i&0\end{pmatrix}}}
{\displaystyle J_{z}=\hbar {\begin{pmatrix}1&0&0\\0&0&0\\0&0&-1\end{pmatrix}}}
{\displaystyle j={\frac {3}{2}}}:
{\displaystyle J_{x}={\frac {\hbar }{2}}{\begin{pmatrix}0&{\sqrt {3}}&0&0\\{\sqrt {3}}&0&2&0\\0&2&0&{\sqrt {3}}\\0&0&{\sqrt {3}}&0\end{pmatrix}}}
{\displaystyle J_{y}={\frac {\hbar }{2}}{\begin{pmatrix}0&-i{\sqrt {3}}&0&0\\i{\sqrt {3}}&0&-2i&0\\0&2i&0&-i{\sqrt {3}}\\0&0&i{\sqrt {3}}&0\end{pmatrix}}}
{\displaystyle J_{z}={\frac {\hbar }{2}}{\begin{pmatrix}3&0&0&0\\0&1&0&0\\0&0&-1&0\\0&0&0&-3\end{pmatrix}}}